# 1748
| [ Edytuj tabelę ]              | |
| Król Polski                    | - 1733 August III Sas 1763 |
| Emir Afganistanu               | - 1747 Ahmed Szah Abdali (padyszach) 1772 |
| Współksiążęta Andory           | - 1747 Sebastià José de Victoria de Emparán de Loyola 1756 - 1715 Ludwik XV 1774                                                                            |
| Elektor Bawarii                | - 1745 Maksymilian III Józef 1777 |
| Sułtan Brunei                  | - 1745 Hussin Kamaluddin 1762 |
| Cesarz Chin                    | - 1735 Qianlong 1796 |
| Król Czech                     | - 1743 Maria Teresa 1780 |
| Król Danii                     | - 1746 Fryderyk V 1766 |
| Dalajlama                      | - 1708 Kelzang Gjaco 1757 |
| Cesarz Etiopii                 | - 1730 Ijasu II 1755 |
| Król Francji                   | - 1715 Ludwik XV 1774 |
| Król Hiszpanii                 | - 1746 Ferdynand VI 1759 |
| Landgraf Hesji-Kassel          | - 1730 Fryderyk I Heski 1751 |
| Stadhouder Holandii            | - 1747 Wilhelm IV Orański 1751 |
| Szach Iranu                    | - 1747 Adil Szah 1748 - 1748 Ibrahim Afszar 1748 - 1748 Szahruch Szah 1749                                                                                  |
| Państwo Wielkich Mogołów       | - 1720 Mohammed Szah 1748 - 1748 Ahmad Szah Bahadur 1754 |
| Król Irlandii                  | - 1727 Jerzy II Hanowerski 1760 |
| Cesarz Japonii                 | - 1747 Momozono 1762 |
| Kalif                          | - 1736 Mahmud I 1754 |
| Patriarcha Konstantynopola     | - 1744 Paisjusz II 1748 - 1748 Cyryl V 1751 |
| Władca Korei                   | - 1724 Yŏngjo 1776 |
| Książę Liechtensteinu          | - 1745 Jan Nepomucen Karol 1748 - 1748 Józef Wacław 1772 |
| Sułtan Maroka                  | - 1745 Abdullah ibn Ismail 1757 |
| Książę Monako                  | - 1733 Honoriusz III 1793 |
| Król Nawarry                   | - 1710 Ludwik XV 1774 |
| Król Norwegii                  | - 1746 Fryderyk V 1766 |
| Sułtan Omanu                   | - 1743 Balarab ibn Himjar ibn Sultan 1749 |
| Elektor Palatynatu             | - 1742 Karol IV Teodor 1799 |
| Papież                         | - 1740 Benedykt XIV 1758 |
| Książę Parmy i Piacenzy        | - 1740 Maria Teresa 1748 - 1748 Filip 1765 |
| Król Portugalii                | - 1706 Jan V 1750 |
| Król w Prusach                 | - 1740 Fryderyk II Wielki 1772 |
| Car Rosji                      | - 1741 Elżbieta 1762 |
| Cesarz Rzymski (niemiecki)     | - 1745 Franciszek I Lotaryński 1765 |
| Kapitanowie Regenci San Marino | - 1747 Biagio Antonio Martelli Giovanni Martelli 1748 - 1748 Giovanni Marino Giangi Francesco Antonio Righi 1748 - 1748 Costantino Bonelli Pompeo Zoli 1749 |
| Elektor Saksonii               | - 1733 Fryderyk August II (król Polski) 1763 |
| Król Sardynii                  | - 1730 Karol Emanuel III 1773 |
| Król Szwecji                   | - 1720 Fryderyk I Heski 1751 |
| Król Tajlandii                 | - 1733 Boromma Kot 1758 |
| Sułtan Turków                  | - 1730 Mahmud I 1754 |
| Doża Wenecji                   | - 1741 Pietro Grimani 1752 |
| Król Węgier                    | - 1740 Maria Teresa 1780 |
| Monarcha Wielkiej Brytanii     | - 1727 Jerzy II 1760 |
| Premier Wielkiej Brytanii      | - 1743 Henry Pelham 1754 |

Rok 1748 / MDCCXLVIII
stulecia: XVII wiek ~
XVIII wiek ~
XIX wiek

lata: 1738 «
1743 «
1744 «
1745 «
1746 «
1747 «
1748
» 1749
» 1750
» 1751
» 1752
» 1753
» 1758

## Wydarzenia w Polsce
- 30 grudnia – nadanie praw miejskich Końskim.
- Andrzej Stanisław Załuski, biskup krakowski podejmuje próbę reformy Akademii Krakowskiej.

## Wydarzenia na świecie
- 1 lutego – serbski Nowy Sad otrzymał obecną nazwę i status wolnego miasta królewskiego.
- 6 kwietnia – rozpoczęły się prace wykopaliskowe w Pompejach.
- 18 października – podpisano francusko-angielski pokój w Akwizgranie, co zakończyło wojnę o sukcesję austriacką. Prusy zdobyły Śląsk i pozycję mocarstwa.
- Monteskiusz opublikował trakt filozoficzny O duchu praw, w którym opisał zasadę trójpodziału władzy, która stała się podstawą przyszłych konstytucji demokratycznych.

## Urodzili się
- 6 lutego – Adam Weishaupt, założyciel zakonu iluminatów (zm. 1830)
- 15 lutego:
  - Jeremy Bentham, angielski prawnik, filozof i ekonomista (zm. 1832)
  - John Marshall, angielski kapitan żeglugi i odkrywca; na jego cześć nazwano grupę wysp na Oceanie Spokojnym - Wyspy Marshalla, które od 1986 roku są niepodległym państwem (zm. 1819)
- 8 marca – Iwo Andrzej Guillon de Keranrum, francuski duchowny katolicki, męczennik, błogosławiony (zm. 1792)
- 26 marca – Benedykt Józef Labre, francuski tercjarz franciszkański, pielgrzym, święty katolicki (zm. 1783)
- 8 czerwca - William Few, amerykański prawnik, żołnierz, polityk, senator ze stanu Georgia (zm. 1828)
- 10 sierpnia – Michał Sierakowski, polski biskup, konsyliarz konfederacji generalnej koronnej w konfederacji targowickiej (zm. 1802)
- 19 sierpnia – Franciszek Clet, francuski lazarysta, misjonarz, męczennik, święty katolicki (zm. 1820)
- 20 września - Benjamin Goodhue, amerykański kupiec, polityk, senator ze stanu Massachusetts (zm. 1814)
- 15 października - Walter Bowie, amerykański polityk, kongresman ze stanu Maryland (zm. 1809)
- 29 października - Daniel Smith, amerykański geodeta, wojskowy, polityk, senator ze stanu Tennessee (zm. 1818)
- 9 grudnia – Claude Louis Berthollet, francuski chemik (zm. 1822)

## Zmarli
- 1 stycznia – Johann Bernoulli, szwajcarski matematyk (ur. 1667)
- 25 października
  - Franciszek Serrano, hiszpański dominikanin, misjonarz, męczennik, święty katolicki (ur. 1695)
  - Jan Alcober, hiszpański dominikanin, misjonarz, męczennik, święty katolicki (ur. 1694)
- 28 października
  - Joachim Royo, hiszpański dominikanin, misjonarz, męczennik, święty katolicki (ur. 1691)
  - Franciszek Diaz, hiszpański dominikanin, misjonarz, męczennik, święty katolicki (ur. 1713)
- 10 grudnia – Ewald Jürgen Georg von Kleist, niemiecki prawnik i uczony, jeden z dwóch niezależnych wynalazców butelki lejdejskiej (ur. 1700)

## Zdarzenia astronomiczne
- 25 lipca - zaćmienie Słońca

## Święta ruchome
- Tłusty czwartek: 22 lutego
- Ostatki: 27 lutego
- Popielec: 28 lutego
- Niedziela Palmowa: 7 kwietnia
- Wielki Czwartek: 11 kwietnia
- Wielki Piątek: 12 kwietnia
- Wielka Sobota: 13 kwietnia
- Wielkanoc: 14 kwietnia
- Poniedziałek Wielkanocny: 15 kwietnia
- Wniebowstąpienie Pańskie: 23 maja
- Zesłanie Ducha Świętego: 2 czerwca
- Boże Ciało: 13 czerwca